# K (manga)
Pour les articles homonymes, voir K.
K (ケイ) est un seinen manga écrit par Shirō Tōsaki et dessiné par Jirō Taniguchi.

## Synopsis
Un guide alpiniste nommé K, habitant dans les chaînes de l'Himalaya, est appelé pour secourir le fils d'un roi du pétrole bloqué sur le versant nord du K2, jamais franchi par l'homme.

## Liste des chapitres
Chaque chapitre correspond à une aventure différente et porte le nom d'un mont de l'Himalaya dans lequel se situe l'action.
- K2
- Pumo ri
- Everest
- Lhotse
- Makalu
- Kailas

## Édition
- Scénario : Shirō Tōsaki
- Dessin : Jirō Taniguchi
- Édition française : Kana

Date de première publication : juin 2006
Format : 15 x 21 cm
290 pages
 (ISBN 2871299501)
Sorti pour la première fois au Japon en 1988, la version française reprend l'édition de 1993 qui contient une histoire de plus que la première édition (Kailas).